# Photedes homora
Photedes homora là một loài bướm đêm trong họ Noctuidae.